# ناصر مسعودی
ناصر مسعودی (زادهٔ ۶ فروردین ۱۳۱۴) مشهور به بلبل گیلان قدیمی‌ترین خواننده اشعار گیلکی است که از او آثار ماندگاری چون گل پامچال (ترانه)، موسیقی میرزا کوچک‌خان (چقدر جنگلا خوسی)، کوراشیم، بنفشه گل و… تاکنون منتشر شده‌است.
بعد از پیروزی انقلاب اسلامی در ایران، سال‌ها انتشار آثار او ممنوع بود؛ ولی تبحر او در موسیقی فارسی و گیلکی موجب شد که سرانجام با ترانه‌های جدیدی به فعالیت خود ادامه دهد. از او در ۵۰ سال فعالیت هنری بیش از ۵۰۰ ترانه به جا مانده‌است.

## زندگی
ناصر مسعودی در ۵ فروردین سال ۱۳۱۴ در محله صیقلان شهرستان رشت متولد شد. او کوچکترین فرزند خانواده است. در سه‌سالگی پدر خود را از دست داد و همراه خانواده و سه خواهر و سه برادر خود به گذر سوخته تکیه کوچه مستوفی نقل مکان کردند. در این ایام خواهر بزرگتر با خیاطی مخارج خانه را تهیه می‌کرد.
او در سال ۱۳۲۸ همراه خانواده به تهران آمد و توانست در خدمت علی‌اکبرخان شهنازی به شاگردی پذیرفته شود. او سپس در سال ۱۳۳۴ به گیلان بازگشت و در رشته تئاتر به فعالیت پرداخت و همزمان با آغاز به کار رادیو گیلان در سال ۱۳۳۶ به رادیو آمد و به عنوان یکی از نخستین خوانندگان در این رادیو به اجرای برنامه پرداخت.
در سال ۱۳۳۹ او توسط یکی از دوستان خانوادگی به احمد عبادی و ملوک ضرابی معرفی شد و این آشنایی یکی از مهم‌ترین اتفاقات زندگی او به‌شمار می‌رود و تأثیر بسیاری در زندگی او گذاشت.
او در سال ۱۳۴۲ با دختری گیلک ازدواج کرد که حاصل آن دو دختر به نام‌های بنفشه و بیتا و یک پسر به نام علی است.
از او در ۵۰ سال فعالیت هنری بیش از ۵۰۰ ترانه به جا مانده‌ است که بیش از ۲۰۰ آهنگ فارسی و سنتی ۱۵ برگ سبز و ۱۰ شاخه گل و بیش از ۲۵۰ ترانه محلی گیلکی است.